# Erika Godlová
Erika Godlová (* 1973 Prešov) je slovenská překladatelka z romského jazyka.

## Životopis
Odmalička vyrůstala v multilinguálním prostředí – doma se mluvilo romsky, slovensky i maďarsky.
V roce 1991 nastoupila na Filozofickou fakultu Prešovské univerzity v Prešově, obory slovenština a angličtina. Během studií se stala součástí redakce internátního rádia, kde získala první zkušenosti s prací v médii.
Byla také u vzniku romských novin Romano l'il, v jejíchž redakci tehdy pracovala její matka jako editorka. Později pracovala společně s Robo Žigmundem jako moderátorka romského vysílání, jehož scenáristickou stránku obstarávali rodiče Godlové. Ve vysílání se věnovali romské kultuře, hudbě, historii i problémům, kterým romská komunita čelila. I v rozhlasovém vysílání se Godlová věnovala překladu - vysílaly se i např. biblické příběhy přeložené do romštiny.
Mezi lety 2010 a 2012 pracovala v Nadaci otevřené společnosti, kde koordinovala stipendijní program pro romské studenty. Spolupracovala též s jinými neziskovými organizacemi, především na projektech zaměřených na předškolní přípravu romských dětí.
V současné době (2020) pracuje ve Státní vědecké knihovně v Prešově, dokumentačním a informačním centru romské kultury, kde se věnuje editační a překladatelské činnosti a též pořádá besedy s tematikou osvěty o romské kultuře. Přispěla též k digitálnímu slovníku romských neologismů Filozofické fakulty Univerzity Karlovy.

## Dílo
- Rómovia a druhá svetová vojna: čítanka (2006) – překlad
- Rómska kultúra na Slovensku / O Roma bašaven / Roma Music in Slovakia (2014) – editorka
- Kaj phirel e voďi / Cestou duše /The Soul's Journey (2015) – editorka
- O mulo! Povídky o duchách zemřelých. Sbírka romských autorů (2019) – jedna z přispěvatelek do sbírky